# Obesogammarus obesus
Obesogammarus obesus is een vlokreeftensoort uit de familie van de Pontogammaridae. De wetenschappelijke naam van de soort is voor het eerst geldig gepubliceerd in 1894 door Sars G.O..